# 1597
| [ Edytuj tabelę ]              | |
| Król Polski                    | - 1587 Zygmunt III Waza 1632 |
| Współksiążęta Andory           | - 1588 Andreu Capella 1609 - 1572 Henryk IV Burbon 1610                                                                                              |
| Król Anglii                    | - 1558 Elżbieta I 1603 |
| Elektor Brandenburgii          | - 1571 Jan Jerzy 1598 |
| Książę Bawarii                 | - 1579 Wilhelm V 1597 - 1597 Maksymilian I Bawarski 1623                                                                                             |
| Sułtan Brunei                  | - 1575 Saiful Rijal 1600 |
| Cesarz Chin                    | - 1572 Wanli 1620 |
| Król Czech                     | - 1576 Rudolf II Habsburg 1611 |
| Król Danii                     | - 1588 Chrystian IV 1648 |
| Dalajlama                      | - 1589 Jonten Gjaco 1616 |
| Cesarz Etiopii                 | - 1563 Sertse Dyngyl 1597 - 1597 Jakub 1606 |
| Król Francji                   | - 1589 Henryk IV 1610 |
| Król Hiszpanii                 | - 1556 Filip II 1598 |
| Landgraf Hesji-Kassel          | - 1592 Maurycy Uczony 1627 |
| Stadhouder Holandii            | - 1584 Maurycy Orański 1625 |
| Szach Iranu                    | - 1587 Abbas I Wielki 1629 |
| Państwo Wielkich Mogołów       | - 1556 Akbar 1605 |
| Cesarz Japonii                 | - 1586 Go-Yōzei 1611 |
| Kalif                          | - 1595 Mehmed III 1603 |
| Patriarcha Konstantynopola     | - 1597 Teofan I Karikes 1597 - 1597 Melecjusz I Pigas 1598                                                                                           |
| Władca Korei                   | - 1567 Sŏnjo 1608 |
| Książę Kurlandii i Semigalii   | - 1587 Fryderyk Kettler 1642 - 1587 Wilhelm Kettler 1616                                                                                             |
| Sułtan Maroka                  | - 1578 Ahmad al-Mansur 1603 |
| Senior Monako                  | - 1589 Herkules 1604 |
| Król Nawarry                   | - 1572 Henryk III 1610 |
| Król Norwegii                  | - 1588 Chrystian IV 1648 |
| Sułtan Omanu                   | - 1560 Abd Allah ibn Muhammad 1624 |
| Elektor Palatynatu             | - 1583 Fryderyk IV 1610 |
| Papież                         | - 1592 Klemens VIII 1605 |
| Książę Parmy i Piacenzy        | - 1592 Ranuccio I 1622 |
| Król Portugalii                | - 1581 Filip I 1598 |
| Książę w Prusach               | - 1568 Albrecht Fryderyk 1618 - 1578 Jerzy Fryderyk (regent) 1603                                                                                    |
| Car Rosji                      | - 1584 Fiodor I 1598 |
| Cesarz Rzymski (niemiecki)     | - 1576 Rudolf II Habsburg 1612 |
| Kapitanowie Regenci San Marino | - 1596 Camillo Bonelli Annibale Belluzzi 1597 - 1597 Paolo Antonio Onofri Gio. Francesco Belluzzi 1597 - 1597 Camillo Bonelli Annibale Belluzzi 1598 |
| Elektor Saksonii               | - 1591 Krystian II Wettyn 1611 |
| Król Szkocji                   | - 1567 Jakub VI 1625 |
| Król Szwecji                   | - 1592 Zygmunt Waza 1598 |
| Król Tajlandii                 | - 1590 Naresuan 1605 |
| Sułtan Turków                  | - 1595 Mehmed III 1603 |
| Doża Wenecji                   | - 1595 Marino Grimani 1606 |
| Król Węgier                    | - 1576 Rudolf II 1608 |

Rok 1597 / MDXCVII
stulecia: XV wiek ~
XVI wiek ~
XVII wiek

lata: 1587 «
1592 «
1593 «
1594 «
1595 «
1596 «
1597
» 1598
» 1599
» 1600
» 1601
» 1602
» 1607

## Wydarzenia w Polsce
- 10 lutego–25 marca – w Warszawie obradował sejm zwyczajny[1].
- 16 kwietnia – założono osadę Olędry Ujskie; była to pierwsza kolonia olęderska w Wielkopolsce
- Założono Ostrowiec Świętokrzyski.

## Wydarzenia na świecie
- 5 lutego – w Nagasaki ukrzyżowano 26 chrześcijan.
- 28 sierpnia – wojna japońsko-koreańska: bitwa morska w Cieśninie Chilcheollyang.
- 26 października – wojna japońsko-koreańska: bitwa morska pod Myeongnyang.
- 4 listopada – irlandzka wojna dziewięcioletnia: bitwa pod Carrickfergus.

## Urodzili się
- 31 stycznia – Jan Franciszek Regis, francuski jezuita, święty katolicki (zm. 1640)
- 23 grudnia – Martin Opitz, niemiecki poeta i teoretyk literatury (zm. 1639)

## Zmarli
- 5 lutego – męczennicy z Nagasaki:
  - Marcin a’Aguirre, hiszpański franciszkanin, męczennik, święty katolicki (ur. 1567
  - Franciszek Blanco, hiszpański franciszkanin, męczennik, święty katolicki (ur. ok. 1567)
  - Piotr Chrzciciel Blázquez, hiszpański franciszkanin, męczennik, święty katolicki (ur. 1542)
  - Filip od Jezusa de Las Casas, franciszkanin, męczennik, święty katolicki (ur. 1572)
  - Gonsalwy Garcia, portugalski franciszkanin, męczennik, święty katolicki (ur. 1562)
  - Jakub Kisai, japoński jezuita, męczennik, święty katolicki (ur. 1533)
  - Paweł Miki, japoński jezuita, męczennik, święty katolicki (ur. 1565)
  - Jan Sōan, japoński jezuita, męczennik, święty katolicki (ur. 1578)
- 11 kwietnia – Seweryn Nalewajko, kozacki ataman, przywódca powstania przeciw I Rzeczypospolitej w latach 1595–1596, we współczesnej Ukrainie uważany za bohatera narodowego (ur. ?)
- 2 czerwca – Katarzyna, córka Zygmunta III Wazy i Anny Habsburżanki
- 6 czerwca – William Hunnis, angielski poeta
- 9 czerwca – Józef Anchieta, hiszpański jezuita, misjonarz w Brazylii, święty katolicki (ur. 1534)
- 20 czerwca – Willem Barents, żeglarz holenderski, w 1596 roku odkrył Spitsbergen i Wyspę Niedźwiedzią (ur. ok. 1550)
- 27 lipca – Jakub Wujek SJ, tłumacz Biblii (ur. 1541)
- 27 października – Alfons II, książę Ferrary i Modeny (ur. 1533)
- 21 grudnia – Piotr Kanizjusz, jezuita, Doktor Kościoła, święty katolicki (ur. 1521)
- ?
  - Edward Kelley – angielski alchemik (ur. 1555)

## Święta ruchome
- Tłusty czwartek: 13 lutego
- Ostatki: 18 lutego
- Popielec: 19 lutego
- Niedziela Palmowa: 30 marca
- Wielki Czwartek: 3 kwietnia
- Wielki Piątek: 4 kwietnia
- Wielka Sobota: 5 kwietnia
- Wielkanoc: 6 kwietnia
- Poniedziałek Wielkanocny: 7 kwietnia
- Wniebowstąpienie Pańskie: 15 maja
- Zesłanie Ducha Świętego: 25 maja
- Boże Ciało: 5 czerwca